# Jesús Manuel Rivera
Jesús Manuel Rivera Benítez (n. 25 de abril de 1992 en Gómez Palacio, Durango, México) es un futbolista mexicano que se desempeña como delantero. Actualmente juega para el C.D.S. Vida en la Liga Nacional de Honduras.

## Trayectoria
Rivera debutó profesionalmente con el Monarcas Morelia el 24 de julio de 2012. Posteriormente jugó para varios clubes del ascenso y segunda división mexicana, incluyendo Alacranes de Durango, Toros Neza, Real Cuautitlán y Cruz Azul Hidalgo. En 2019 emigró al fútbol hondureño para unirse al C.D.S. Vida, donde ha continuado su carrera profesional.

## Estadísticas

### Clubes
| Equipo                                  | Div.                | Temporada           | Liga     | Liga  | Copa Nacional | Copa Nacional | Copa Internacional | Copa Internacional | Total    | Total |
| Equipo                                  | Div.                | Temporada           | Partidos | Goles | Partidos      | Goles         | Partidos           | Goles              | Partidos | Goles |
| C. A. Monarcas Morelia · México         | 1.ª                 | 2012-13             | 0        | 0     | 3             | 0             | —                  | —                  | 3        | 0     |
| C. A. Monarcas Morelia · México         | Total               | Total               | 0        | 0     | 3             | 0             | 0                  | 0                  | 3        | 0     |
| C. F. Alacranes de Durango · México     | 3.ª                 | 2013-14             | 13       | 0     | 2             | 0             | —                  | —                  | 15       | 0     |
| C. F. Alacranes de Durango · México     | 3.ª                 | 2014-15             | 12       | 5     | —             | —             | —                  | —                  | 12       | 5     |
| C. F. Alacranes de Durango · México     | Total               | Total               | 25       | 5     | 2             | 0             | 0                  | 0                  | 27       | 5     |
| Toros Neza · México                     | 3.ª                 | 2014-15             | 12       | 3     | 2             | 0             | —                  | —                  | 14       | 3     |
| Toros Neza · México                     | Total               | Total               | 12       | 3     | 2             | 0             | 0                  | 0                  | 14       | 3     |
| C. A. Monarcas Morelia Premier · México | 3.ª                 | 2015-16             | 28       | 5     | 2             | 0             | —                  | —                  | 30       | 5     |
| C. A. Monarcas Morelia Premier · México | 3.ª                 | 2016-17             | 6        | 0     | —             | —             | —                  | —                  | 6        | 0     |
| C. A. Monarcas Morelia Premier · México | Total               | Total               | 34       | 5     | 2             | 0             | 0                  | 0                  | 36       | 5     |
| Real Cuautitlán · México                | 3.ª                 | 2016-17             | 10       | 0     | —             | —             | —                  | —                  | 10       | 0     |
| Real Cuautitlán · México                | Total               | Total               | 10       | 0     | 0             | 0             | 0                  | 0                  | 10       | 0     |
| Cruz Azul Hidalgo · México              | 3.ª                 | 2017-18             | 15       | 5     | —             | —             | —                  | —                  | 15       | 5     |
| Cruz Azul Hidalgo · México              | Total               | Total               | 15       | 5     | 0             | 0             | 0                  | 0                  | 15       | 5     |
| Total en su carrera                     | Total en su carrera | Total en su carrera | 96       | 18    | 9             | 0             | 0                  | 0                  | 105      | 18    |